# Federación de Partidos del Pueblo Mexicano
La Federación de Partidos del Pueblo Mexicano (FPPM) fue una federación de partidos políticos de izquierda que estuvo activa desde 1945 hasta 1954 en México.
El partido fue fundado en 1945 por Genovevo de la O, un general zapatista. La FPPM atrajo principalmente el respaldo de militares ex revolucionarios desilusionados con el Partido Revolucionario Institucional (PRI), considerando que este último ya no representaba adecuadamente los ideales de la Revolución mexicana. Entre los miembros destacados de la FPPM se encontraban figuras como Marcelino García Barragán, Rubén Jaramillo, Francisco J. Múgica, José C. Valadés y Miguel Henríquez Guzmán, algunos de los cuales habían sido seguidores de Emiliano Zapata.

## Historia

### Fundación
La Federación de Partidos del Pueblo Mexicano (FPPM) fue fundada en 1945 en el contexto de las elecciones federales de México de 1946, con el propósito inicial de respaldar la posible candidatura de Miguel Henríquez Guzmán. Sin embargo, en 1949, perdió su registro como partido político ante la Secretaría de Gobernación debido a una reforma a la ley electoral que estipulaba la necesidad de contar con al menos 30 mil miembros para conservar el registro.
A finales de 1950, se anunciaron los trabajos para la formación de una nueva central campesina, la Unión de Federaciones Campesinas de México (UFCM). Esta nueva agrupación abogaba abiertamente por la precandidatura presidencial de Henríquez Guzmán. La UFCM, comprometida con la defensa de las reivindicaciones agrarias de la Revolución, emitió críticas hacia la política agraria del gobierno y expresó su descontento por la incapacidad de la Confederación Nacional Campesina (CNC) para abogar eficazmente por los reclamos campesinos. A la UFCM se unieron diversos partidos, entre ellos el Partido Constitucionalista Mexicano, el Partido de la Revolución, el Partido Agrario Obrero Morelense y algunas facciones del ilegalizado Partido Comunista Mexicano.

### Elecciones de 1952
El 25 de abril de 1950, más de 43 mil miembros permitieron a la FPPM recuperar su registro. En ese momento, un grupo de veinticinco cardenistas expresaron sus inquietudes sobre la dirección de la política nacional y la posible vuelta a los principios de la Revolución encabezada por el presidente Cárdenas. Este grupo, luchando internamente en el PRI para promover la candidatura de Henríquez, fue expulsado del partido el 12 de diciembre de 1950, tras no aceptar la candidatura de Adolfo Ruiz Cortines.
Henríquez Guzmán se postuló como candidato presidencial por el FPPM en las elecciones de 1952. Aunque él se declaró victorioso, el resultado oficial favoreció al candidato del PRI. Durante un mitin de protesta en la Ciudad de México, conocido como la "Masacre en La Alameda", ocurrió una represión en la que murieron 200 civiles, cuyos cuerpos fueron incinerados en el Campo Militar N.º 1. Ante la posibilidad de un alzamiento armado que nunca se materializó, los militantes del FPPM fueron perseguidos y víctimas de represión.

### Desaparición
Siguiendo el consejo del expresidente Cárdenas, el general Henríquez se reunió con su competidor. Durante la entrevista, Henríquez le pidió a Ruiz Cortines rectificar los errores del alemanismo y le manifestó su disposición a sacrificar los intereses partidistas por los de la república. A pesar de las promesas de Ruiz Cortines de una política a favor del pueblo y la propuesta de reconocer al partido henriquista como un nuevo partido paraestatal, las opiniones dentro de la FPPM se dividieron. La represión y los ataques mediáticos aumentaron, y finalmente, en 1954, el gobierno le retiró el registro a la Federación.

## Ideología
La Federación de Partidos del Pueblo Mexicano (FPPM) tenía como objetivo reivindicar los "ideales revolucionarios", haciendo énfasis en la igualdad de derechos para las mujeres (incluyendo el sufragio femenino), la atención a los problemas migratorios y la nacionalización de empresas. La plataforma ideológica de la FPPM también destacaba la necesidad de reanudar los repartos agrarios y de respaldar a los ejidatarios y pequeños productores mediante la provisión de créditos, proyectos de obras, y programas de irrigación." Adicionalmente, la FPPM abogaba por una mayor democratización del país, oponiéndose a las oligarquías y buscando garantizar "la libertad política individual y el mejoramiento económico, social y cultural de los mexicanos".